# تشيس أوستين
تشيس أوستين (بالإنجليزية: Chase Austin)‏ هو سائق سيارة سباق أمريكي، ولد في 3 أكتوبر 1989 في يودورا في الولايات المتحدة.

## وصلات خارجية
- الموقع الرسمي
- تشيس أوستين على موقع Racing-Reference.info (الإنجليزية)
- تشيس أوستين على موقع DriverDB.com (الإنجليزية)